# ザキューブホテル千葉
ザキューブホテル千葉（ザキューブホテルちば、英: The CUBE Hotel Chiba）は、千葉県千葉市中央区の千葉ポートスクエア内にあるホテル。

## 概要
千葉ポートスクエアのホテル棟。
2020年（令和2年）5月にカンデオホテルズ千葉が閉館した跡地に、「ザキューブホテル千葉」としてリブランドオープン。同年10月に部分営業を始め、2021年（令和3年）1月に全面営業を開始した。

## 施設

### 客室
総客室数は「270室」、14タイプの客室がある。
- スタンダードダブル / 面積：22 m2、定員：2名、設置階：7 - 18階
- スーペリアキング / 面積：27 m2、定員：2名、設置階：19 - 20階
- エグゼクティブキング / 面積：32 m2、定員：2名、設置階：19 - 20階
- スーペリアツイン / 面積：29 m2、定員：2名、設置階：7 - 18、20階
- ファミリーツイン / 面積：27 m2、定員：2名、設置階：7 - 18階
- エグゼクティブツイン / 面積：32 m2、定員：2名、設置階：8、9、11、14、15、17、18、19、20階
- デラックスツイン / 面積：42 m2、定員：2名、設置階：19階
- コーナービューデラックスツイン / 面積：42 m2、定員：2名、設置階：7 - 18、20階
- スーパーベイビューデラックスツイン / 面積：46 m2、定員：2名、設置階：20階
- エグゼクティブトリプル / 面積：32 m2、定員：3名、設置階：10、12、16階
- ジャパニーズスイート / 面積：58 m2（10畳＋4畳）、65 m2（10畳＋6畳）定員：5名、設置階：7階
- ジュニアスイート / 面積：58 m2、定員：2名、設置階：19階
- ガバナースイート / 面積：114 m2、定員：2名、設置階：19階
- ロイヤルスイート / 面積：124 m2、定員：2名、設置階：19階

### 宴会場
3階、4階、21階の宴会場は「TKPガーデンシティ千葉」の会議室となっている。
- 21階「スカイバンケット」 / 面積：308 m2
- 3階「シンフォニア」 / 面積：1000 m2
- 3階「ファンタジア」 / 面積：186 m2
- 3階「プレリュード」 / 面積：1020 m2
- 3階「メヌエット」 / 面積：116 m2
- 4階「コンチェルト」 / 面積：540 m2
- 4階「アンダンテ」 / 面積：63 m2
- 4階「カノン」 / 面積：118 m2
- 4階「ソナタ」 / 面積：96 m2
- 4階「ラルゴ」 / 面積：90 m2
- 4階「ロンド」 / 面積：102 m2

### レストラン
- 21階レストラン（朝食営業）営業時間：06：30 - 09：30
- 2階「ザキューブレストラン」（昼・夜営業）営業時間：11：00 - 14：30、夕食は不定期で営業
- 1階「ザキューブラウンジ」営業時間：10:00 - 16:00

### その他施設
- 大浴場「露天風呂、壺風呂」（6F）
- サウナ（6F）
- コインランドリー(8F)
- 自販機コーナー(6F、8F)
- 電子レンジ(6F、8F)
- 製氷機(6F、8F)
- 駐車場は「タイムズ千葉ポートスクエア」を利用できる（B1F、B2F）[4]。

## アクセス

### 鉄道利用
- 千葉モノレール「市役所前駅」より徒歩約6分
- 東日本旅客鉄道「千葉みなと駅」より徒歩約10分
- 東日本旅客鉄道「千葉駅」より徒歩約15分
- 京成電鉄「千葉中央駅」より徒歩約9分

### 自動車利用
- 東関東自動車道 湾岸習志野インターチェンジより約17分
- 東関東自動車道 湾岸千葉インターチェンジより約12分
- 京葉道路 幕張インターチェンジより約17分
- 京葉道路 松ヶ丘インターチェンジより約12分
- 千葉東金道路 千葉東インターチェンジより約12分

### バス利用
- 東日本旅客鉄道「千葉駅」西口より無料シャトルバス乗車約10分
- 東日本旅客鉄道「千葉駅」東口11番乗車約10分「千葉ポートアリーナ」下車
- 東日本旅客鉄道「千葉駅」西口26番乗車約10分「千葉ポートアリーナ」下車

## 主な撮影
- 恋愛ドラマな恋がしたい７（ABEMA、2021年）
- ガリレオ 禁断の魔術（フジテレビ、2022年）
- アバランチ第3話（フジテレビ、2022年）
- 復讐の未亡人（テレビ東京、2022年）
- 悪女（わる）～働くのがカッコ悪いなんて誰が言った？～ 第5話（日本テレビ、2022年）
- ユニコーンに乗って（TBSテレビ、2022年）
- 相棒（テレビ朝日、2022年）
- クロサギ（TBSテレビ、2022年）
- イチケイのカラススペシャル（フジテレビ、2023年）
- ワタシってサバサバしてるから（NHK総合、2023年）
- エンジェルフライト 国際霊柩送還士（Amazon Prime Video、2023年）
- ガンニバル（ディズニープラス、2023年）
- 警部補ダイマジン（テレビ朝日、2023年）
- フィクサー シーズン2（WOWOW、2023年）
- 落日（WOWOW、2023年）
- CODE-願いの代償-（日本テレビ、2023年）
- ブラックポストマン（テレビ東京、2023年）
- おいハンサム!!（フジテレビ、2023年）